# Трансфермиевые войны
Трансфермиевые войны (англ. transfermium wars) — ироническое название споров между советскими и американскими учёными в 1960—1990-х годах за первенство в открытии химических элементов 104, 105 и 106. Каждая из сторон настаивала на своём приоритете; к тому же статус первооткрывателя давал возможность предложить будущее название элемента.
Термин «трансфермиевые войны» впервые был употреблён в октябре 1994 года американским физиком Полом Керолом в письме журналу Chemical & Engineering News. Использованное прилагательное «трансфермиевые» обусловлено расположением новообразованных элементов в периодической системе: после элемента 100 — фермия.
Точка в споре была поставлена в августе 1997 года, когда на своём заседании Совет IUPAC утвердил названия элементов, поддержав при этом два предложения от американской стороны (резерфордий и сиборгий), а третьему элементу дав символическое название дубний как признание достижений советской группы учёных.

## Развитие соперничества

### Элемент 104
Первый эксперимент по получению элемента 104 был проведён в 1964 году в Объединённом институте ядерных исследований (ОИЯИ) в Дубне (СССР). Группа под руководством Георгия Флёрова в своём циклотроне осуществила бомбардировки плутониевой мишени (смесь изотопов — 97 % 242Pu, 1,5 % 240Pu, 1,5 % 238Pu) ядрами 22Ne с энергией 100—130 МэВ. Как результат столкновений они ожидали образования изотопа 260104 за реакцией 242Pu (22Ne, 4n) 260104, однако не смогли получить достоверные данные.
Следующая работа на базе ОИЯИ была проведена весной 1966 года группой чешского химика Иво Звара. Полученные аналогично предыдущему методу продукты столкновения (114—128 МэВ) перед детекцией хлорировались в струе газообразных NbCl5 или ZrCl4 и в форме своих хлоридов подавались к четырёхметровой кварцевой трубке, заполненной хлоридом калия, где при температуре 250—300 °C образовывался нелетучий комплекс вероятного состава K2[104]Cl6. Поскольку никаких продуктов с Z>104 в результате реакции образоваться не могло, а способные к спонтанному делению элементы с Z<104 не образуют летучих хлоридов, то сигнал на детекторе удостоверял бы присутствие элемента 104. Считая себя первооткрывателями, для нового элемента они предложили название курчатовий (Ku) — в честь физика Игоря Курчатова — руководителя советской ядерной программы. Однако из-за сложности применяемой методологии и её медлительности они всё ещё не имели чёткого подтверждения образования нового элемента. Осенью того же года им удалось охарактеризовать полученную частицу как изотоп 259104.
Весной 1969 года Национальная лаборатория имени Лоуренса в Беркли (англ. LBL, США) присоединилась к попыткам синтезировать этот элемент. Исследователями из группы Альберта Гиорсо были осуществлены реакции, которые привели к успешному получению изотопов:
249Cf (12C, 4n) 257104
249Cf (13C, 3n) 259104
Поскольку на тот момент не было профессионального подтверждения о синтезе элемента другими группами, учёные из Беркли предложили для него собственное название резерфордий (Rf) — в честь новозеландского физика Эрнеста Резерфорда.
В ноябре 1969 года на конференции в Техасе Гиорсо выразил сомнения относительно правильности данных, полученных дубненской группой по изотопу 260104, однако отметил, что в случае их подтверждения в будущем он согласится с первенством советских учёных и примет их название курчатовий. В том же 1969 году советские учёные Акапьев и Друин поставили под сомнение правильность и надёжность результатов американской группы. В частности, ими было отмечено, что в приведённых данных присутствуют линии, которые являются аналогичными при эксперименте по облучению свинца ядрами 12C и которые не упомянуты в работе берклиевской группы. В ответ на это в 1971 году Гиорсо подтвердил, что такое явление имело место, и объяснил присутствие указанных линий как результат облучения свинцовых примесей в мишени. Эти данные не были им упомянуты в работе из-за ограничения по объёму статьи, которые выдвигаются при публикации в журнале Physical Review Letters. Он отметил, что влияние фоновых эффектов в его работе было учтено, также он повторил эксперимент с варьированием условий и показал, что фоновые данные не влияют на результаты эксперимента.
В дальнейших исследованиях советская группа разработала новый метод, который дал возможность на новом уровне воссоздать синтез изотопа 260104, проведённого в 1964 году. В частности, ими было установлено, что период спонтанного деления значительно меньше предварительных данных (100 ± 50 мс против 300). Полученные данные согласовывались с теми, что были ранее получены учёными из Беркли.
Открытым оставался вопрос периода полураспада для изотопа 260104. В 1975 году дубненская группа провела свой эксперимент, облучая мишень с 246Cm пучком 18O и зафиксировав образование целевого изотопа с периодом полураспада 80±20 мс, о чём сообщил Гиорсо. Аналогичные результаты планировалось получить и научной группой из четырёх американских лабораторий и наблюдателя от Дубны за реакцией 249Bk(15N, 4n) 260104, однако никакой активности на промежутке в 80 мс замечено не было. Эти данные, а также хронологический обзор экспериментов были обнародованы 26 мая 1976 года на 3-й конференции Nuclei Far From Stability (Каржез, Франция) в докладе Гиорсо, который раскритиковал Друин.
В апреле и сентябре 1976 года дубненскими учёными (в присутствии делегата от Беркли) было проведено взаимодействие 249Bk(15N, 4n) 260104 и получено значение полураспада 76±8 мс. В 1985 году от американской стороны появились гораздо более точные результаты, в частности 21 ± 1,1 мс для реакции 248Cm и 16O. В том же году под руководством Гургена Тер-Акопьяна лаборатория в Дубне получила достаточно близкие результаты  — 28 ± 6 мс.

### Элемент 105
Первые попытки синтезировать элемент 105 были осуществлены в 1968 году дубненской группой — они провели бомбардировки мишени из 243Am пучком частиц 22Ne с энергией 123 МэВ, однако не получили положительного результата. Лишь два года спустя, проведя в феврале — июле 1970 года серию экспериментов, им удалось получить целевой элемент после реакций:
243Am (22Ne, 4n) 261105
243Am (22Ne, 5n) 260105
Аналогично своим способом получения элемента 105 американские учёные в конце апреля 1970 года осуществили бомбардировки мишени из 292Cf ядрами 15N (85 МэВ):
249Cf (15N, 4n) 260105
Такие же результаты были получены научной группой Виктора Друина, которая провела свой эксперимент двумя месяцами позже.
Учёные из Беркли дали синтезированному элементу название ганий (Ha) — в честь немецкого физика Отто Гана, а дубненская группа — нильсборий (Ns) — в честь датчанина Нильса Бора. Оба учёных являются лауреатами Нобелевской премии по химии и физике соответственно).

### Элемент 106

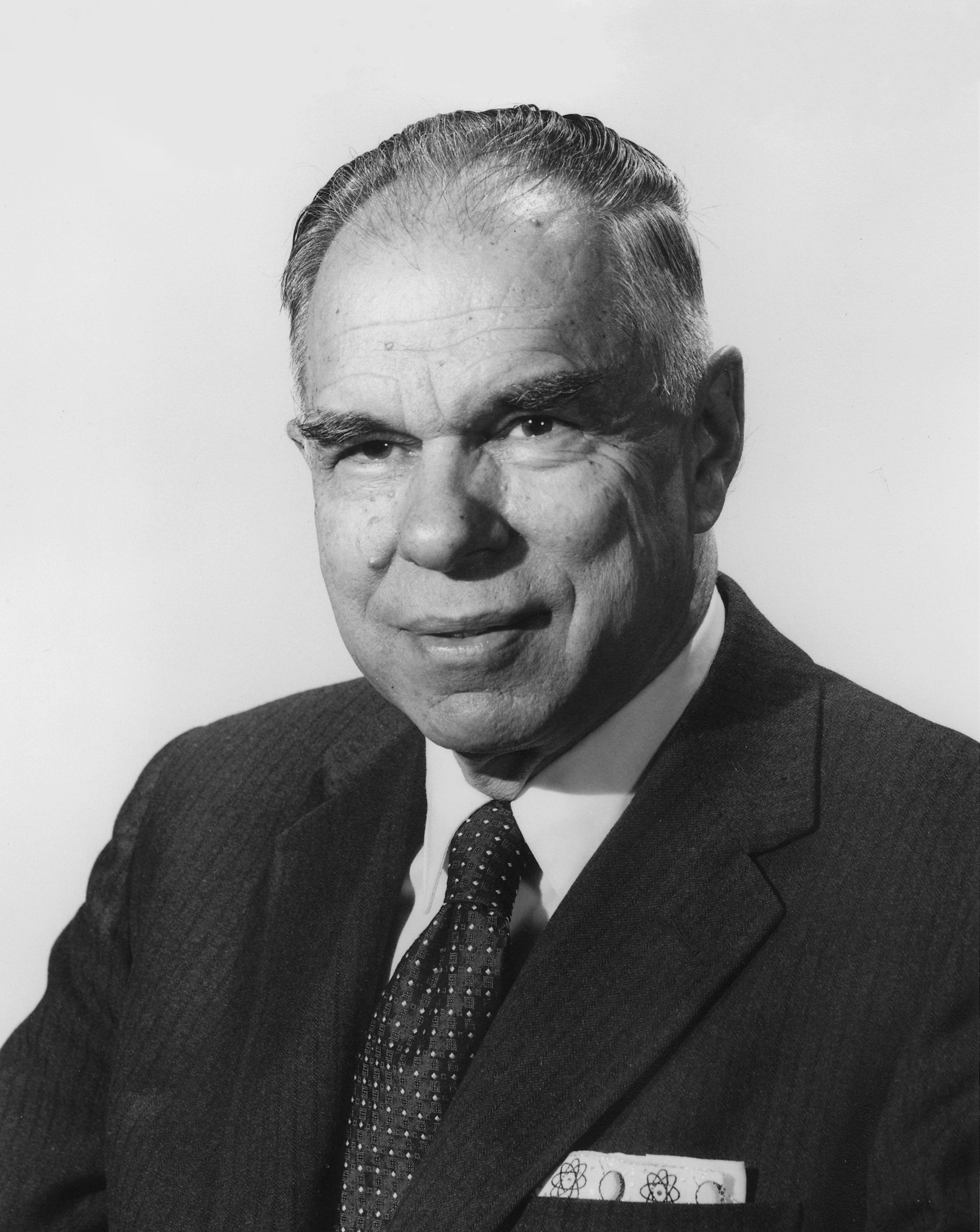
Гленн Сиборг

В июле 1974 года дубненская группа под руководством Юрия Оганесяна проводила синтез элемента 106 с помощью экспериментального метода холодного синтеза. В их опыте различные изотопы свинца и висмута подверглись бомбардировке ядрами 51V и 52Cr — от этих реакций учёные ожидали получить изотоп 259106, однако не смогли предоставить достаточно подтверждений относительно его образования (его существование было подтверждено в 1984 году). Также считался возможным синтез изотопа 260106, однако для него также не было найдено необходимых данных.
За два месяца в США в результате совместной работы берклиевской и ливерморской лабораторий элемент 106 был успешно получен по схеме
249Cf (18O, 4n) 263106
Как первооткрыватели американцы предложили для нового элемента название сиборгий (Sg) — в честь нобелевского лауреата по химии Гленна Сиборга, который является соавтором открытия многих трансурановых элементов.
| Атомный номер | Предложения ОИЯИ | Предложения ОИЯИ | Предложения ОИЯИ | Предложения LBL | Предложения LBL | Предложения LBL  | Временные систематические названия | Временные систематические названия |
| Атомный номер | Название         | Название         | Эпоним           | Название        | Название        | Эпоним           | Временные систематические названия | Временные систематические названия |
| ------------- | ---------------- | ---------------- | ---------------- | --------------- | --------------- | ---------------- | ---------------------------------- | ---------------------------------- |
| 104           | Курчатовий       | Ku               | Игорь Курчатов   | Резерфордий     | Rf              | Эрнест Резерфорд | Уннилквадий                        | Unq                                |
| 105           | Нильсборий       | Ns               | Нильс Бор        | Ганий           | Ha              | Отто Ган         | Уннилпентий                        | Unp                                |
| 106           | —                | —                | —                | Сиборгий        | Sg              | Гленн Сиборг     | Уннилгексий                        | Unh                                |

## Позиции международных комиссий
Согласно решению Международного союза теоретической и прикладной химии (ИЮПАК, англ. IUPAC), принятому в 1947 году на 14-й конференции в Лондоне, первооткрыватели элемента уже не имели исключительного права давать ему название, а лишь могли предложить его. Ключевую роль тогда начала играть Комиссия ИЮПАК по номенклатуре неорганической химии (англ. Commission on Nomenclature of Inorganic Chemistry), которая после профессиональной и публичной оценки пригодности названия могла рекомендовать её Совету ИЮПАК для принятия.

### 1974 год
В 1974 году в США по инициативе IUPAC и IUPAP была создана международная ad hoc комиссия, которая должна была проанализировать все имеющиеся материалы относительно открытия элементов 104 и 105. Ею было установлено, что в 1964 году для элемента 104 советские учёные получили ненадежные результаты, а значит первенство в синтезе элемента 104 должно принадлежать американцам. В отношении работ по получению элемента 105 они также отдали первенство лаборатории Беркли, поскольку при почти одновременной публикации работ те выполнили все критерии, которые выдвигаются для подтверждения существования впервые синтезированных элементов.

### 1993 год
Для разработки критериев, которым должны соответствовать новосинтезированные элементы с номерами больше 100, и проверки соответствия полученных данных определённым критериям из представителей IUPAC и IUPAP осенью 1986 года была создана специальная рабочая группа (англ. Transfermium Working Group, TWG).
В 1993 году TWG опубликовала обзорную статью, в которой, анализируя успехи советских и американских учёных в синтезе химических элементов, утверждала первенство в этой области. Статус первооткрывателя предоставлял возможность предлагать собственное название элемента, которое, впрочем, могло быть и отклонено.
- Элемент 104. После проведения советской группой двух экспериментов по созданию элемента 104 они не смогли предоставить однозначных доказательств его существования, тогда как американская группа, совершив несколькими месяцами позже собственный эксперимент, получила удовлетворительные результаты. Комиссией было принято решение разделить первенство, учитывая обоюдное участие в доказывании существования элемента[2].
 В письме-ответе на резолюцию TWG Гиорсо и Сиборг раскритиковали этот вердикт. Они отметили, что дубненская группа определила действительную вероятность спонтанного деления лишь в 1971 году, тогда как их группа смогла провести удачный эксперимент ещё в 1969 году и именно они должны считаться первооткрывателями. По их мнению, принятие ошибочного решения повредило бы научному сообществу[10].
- Элемент 105. Результаты первого советского эксперимента по получению элемента 105, который пришёлся на апрель 1968 года, комиссия признала неудовлетворительными. Спустя два года, в феврале — июле 1970 года, они выпустили по этой теме цикл работ, результат которых был признан приемлемым. Лаборатория в Беркли, которая также принимала участие в синтезировании элемента, осуществила удачный эксперимент в апреле 1970 года. По решению комиссии первенство в получении элемента было разделено. Это решение также было оспорено учёными из Беркли.
- Элемент 106. В случае элемента 106 решение было очевидным, поскольку советская сторона, применяя экспериментальную технологию, не смогла осуществить точный синтез элемента и первенство отошло к американцам.

### 1994 год
31 августа 1994 года на съезде в венгерском городе Балатонфюред Комиссия по номенклатуре неорганической химии в составе двадцати человек согласовала рекомендуемые названия для трансфермиевых элементов 101—109. Резонансным моментом стало принятие решения относительно правила присвоения названий элементам, что исключало возможность именования в честь живущего лица (поддержано членами комиссии в соотношении 16:4). Следующим шагом было голосование за смену предлагаемого американцами названия сиборгий (поддержано 18:2).
При согласовании рекомендуемых названий комиссия не шла навстречу первооткрывателям в их стремлении придать желаемые названия — ни одно из предложений советских и американских исследователей не было реализовано соответствующим образом. Однако два из трёх номинированных берклиевской группой названий комиссия перенесла от одного элемента к другому (в редакции правил от 2002 года такой возможности не станет). Так, название резерфордий, предложенное для элемента 104, комиссия присвоила элементу 106, а ганий — элементу 108 вместо предложенного 105. Это неоднозначное решение комиссии втянуло в спор ещё одну сторону — немецкое Общество исследований тяжёлых ионов (нем. GSI), учёные которого синтезировали элементы 107, 108 и 109 и на правах первооткрывателей предложили соответствующие названия, в частности хассий для элемента 108.
Элемент 104 получил название дубний в честь исследовательского центра советской группы в подмосковном городе Дубна, где та сделала свой весомый вклад в химию и современную ядерную физику. 105-й элемент был назван жолиотием — по имени французского физика-ядерщика Фредерика Жолио-Кюри, который в 1935 году вместе с женой Ирен Жолио-Кюри получил Нобелевскую премию по химии. Предложенное немецкими исследователями название элемента 107 нильсборий, которое включало как имя, так и фамилию учёного, унифицировали на манер других элементов и приняли как борий. Элемент 109 получил предлагаемое немецкой группой название в честь Лизы Мейтнер — одного из открывателей деления ядра
| Атомный номер | Рекомендации Комиссии | Рекомендации Комиссии | Рекомендации Комиссии | Предложения ОИЯИ | Предложения LBL | Предложения GSI | Предложения GSI | Предложения GSI |
| Атомный номер | Название              | Название              | Эпоним                | Предложения ОИЯИ | Предложения LBL | Название        | Название        | Эпоним          |
| ------------- | --------------------- | --------------------- | --------------------- | ---------------- | --------------- | --------------- | --------------- | --------------- |
| 104           | Дубний                | Db                    | город Дубна           | Курчатовий       | Резерфордий     | —               | —               | —               |
| 105           | Жолиотий              | Jl                    | Фредерик Жолио-Кюри   | Нильсборий       | Ганий           | —               | —               | —               |
| 106           | Резерфордий           | Rf                    | Эрнест Резерфорд      | —                | Сиборгий        | —               | —               | —               |
| 107           | Борий                 | Bh                    | Нильс Бор             | —                | —               | Нильсборий      | Ns              | Нильс Бор       |
| 108           | Ганий                 | Hn                    | Отто Ган              | —                | —               | Хассий          | Hs              | земля Гессен    |
| 109           | Мейтнерий             | Mt                    | Лиза Мейтнер          | —                | —               | Мейтнерий       | Mt              | Лиза Мейтнер    |

Указанные рекомендованные названия были единогласно поддержаны членами Бюро IUPAC на встрече в Антверпене (Бельгия) 17—18 сентября 1994 года и представлены к публикации в официальном вестнике Pure & Applied Chemistry.

### 1995 год
Предложенные комиссией названия были раскритикованы научным сообществом. Например, в июне 1995 года Американское химическое общество, не признавая решение комиссии, приняло решение использовать в собственных изданиях предложенные берклиевской группой названия резерфордий и сиборгий. В ответ на имеющуюся критику Бюро ИЮПАК в августе 1995 года, в рамках 38-й Генеральной ассамблеи, собралось в Университете Суррея (Гилфорд, Великобритания) для повторного обсуждения рекомендованных названий.

### 1997 год
30 августа 1997 года на заседании в Женеве Совет ИЮПАК окончательно согласовал названия для трансфермиевых элементов (64:5, при 12 отсутствующих делегатах). Поскольку первенство в открытии элементов 104 и 105 было противоречивым, было предложено присвоить элементу 104 название резерфордий (предложение американской стороны), а элементу 105 — дубний (как признание вклада дубненской группы в разработку методов синтеза трансфермиевых элементов). Для элемента 106 был поддержан вариант берклиевской лаборатории как единственного первооткрывателя — сиборгий.
Из предлагаемых дармштадтской лабораторией GSI названий для синтезированных ими элементов 107, 108 и 109 были поддержаны последние две, тогда как первое название, нильсборий, в соответствии с рекомендациями Комиссии по номенклатуре неорганической химии, утвердили как борий.
| Атомный номер | Утвержден Комиссией | Утвержден Комиссией | Предложения ОИЯИ | Предложения LBL | Предложения GSI |
| ------------- | ------------------- | ------------------- | ---------------- | --------------- | --------------- |
| 104           | Резерфордий         | Rf                  | Курчатовий       | Резерфордий     | —               |
| 105           | Дубний              | Db                  | Нильсборий       | Ганий           | —               |
| 106           | Сиборгий            | Sg                  | —                | Сиборгий        | —               |
| 107           | Борий               | Bh                  | —                | —               | Нильсборий      |
| 108           | Хассий              | Hs                  | —                | —               | Хассий          |
| 109           | Мейтнерий           | Mt                  | —                | —               | Мейтнерий       |

Как итог, элементы 104, 106, 108 и 109 были названы в соответствии с предложениями их первооткрывателей (в том числе авторов совместных открытий), а название элемента 107 было скорректировано.